# Línea 662 (Interurbanos Madrid)
La línea 662 de la red de autobuses interurbanos de Madrid une el intercambiador de Moncloa con la urbanización Molino de la Hoz, en el municipio de Las Rozas.

## Características
Esta línea une la urbanización Molino de la Hoz y el intercambiador de Moncloa en aproximadamente 30 minutos.
Circula por el carril Bus-VAO de la A-6 mientras esté abierto.
Es la única línea de ALSA del corredor 6 que sale de Madrid y únicamente llega a Las Rozas, sin terminar en El Escorial, San Lorenzo de El Escorial o Robledo de Chavela.
La línea mantiene los mismos horarios todo el año (exceptuando las vísperas de festivo y festivos de Navidad).
Está operada por la empresa ALSA mediante la concesión administrativa VCM-607 - Madrid – San Lorenzo de El Escorial (Viajeros Comunidad de Madrid) del Consorcio Regional de Transportes de Madrid.
1. ↑  ALSA. «Servicio de autobuses de la Comunidad de Madrid». Consultado el 25 de diciembre de 2022.

## Horarios
| Lunes a viernes laborables | Lunes a viernes laborables | Sábados laborables        | Sábados laborables        | Domingos y festivos       | Domingos y festivos       |
| Madrid > Molino de la Hoz  | Molino de la Hoz > Madrid  | Madrid > Molino de la Hoz | Molino de la Hoz > Madrid | Madrid > Molino de la Hoz | Molino de la Hoz > Madrid |
| 07:10                      | 06:50                      | 08:40                     | 09:20                     | 10:15                     | 09:20                     |
| 07:30                      | 07:45                      | 10:15                     | 11:15                     | 12:15                     | 11:15                     |
| 08:25                      | 08:10                      | 12:15                     | 13:15                     | 14:15                     | 13:15                     |
| 08:50                      | 09:50                      | 14:15                     | 15:15                     | 16:15                     | 15:15                     |
| 10:30                      | 11:30                      | 16:15                     | 17:15                     | 18:15                     | 17:15                     |
| 12:10                      | 13:30                      | 18:15                     | 19:15                     | 20:15                     | 19:15                     |
| 14:10                      | 14:50                      | 20:15                     | 21:15                     | 22:15                     | 21:15                     |
| 15:20                      | 16:10                      | 22:15                     |                           |                           |                           |
| 16:50                      | 17:30                      |                           |                           |                           |                           |
| 18:10                      | 18:50                      |                           |                           |                           |                           |
| 19:30                      | 20:10                      |                           |                           |                           |                           |
| 20:50                      | 21:30                      |                           |                           |                           |                           |
| 22:10                      |                            |                           |                           |                           |                           |

1. 1 2 3 4 5 6 7 8 9 10 11 12 13 14 15 16 17 18 19 20 21 22  Por carril bus-VAO.

## Recorrido y paradas

### Sentido Molino de la Hoz
NOTA: Las expediciones que circulan por el carril BUS-VAO de la A-6 no realizan las paradas sombreadas en azul.
| Código | Parada                                 | Común con                                                                                             | Conexión con Metro | Municipio | Zona |
| ------ | -------------------------------------- | --- | ------------------ | --------- | ---- |
| 6002   | Intercambiador de Moncloa (Dársena 10) | 645 661A                                                                                              | Moncloa            | Madrid    |      |
| 1338   | Facultad de Veterinaria                | 83 133 162 164 621 622 623 624 624A 625 627 628 629 651 652 653 654 655 656 656A 657 658 661 661A 664 |                    | Madrid    |      |
| 06026  | Av. Padre Huidobro - Urb. Casaquemada  | 621 622 623 624 624A 625 627 628 629 661 661A 664                                                     |                    | Madrid    |      |
| 06149  | Ctra. M-505 - Burgocentro              | 627 631 633 641 642 643 645 661 661A 685                                                              |                    | Las Rozas |      |
| 06150  | Ctra. M-505 - Urb. La Chopera          | 661 661A 667 1                                                                                        |                    | Las Rozas |      |
| 06152  | Camino Real - Urb. Molino de la Hoz    | 661 661A 667 1                                                                                        |                    | Las Rozas |      |
| 11553  | Camino Real - Hotel                    | 1 |                    | Las Rozas |      |
| 11555  | Cº Real - Residencial Montesa          | 1 |                    | Las Rozas |      |
| 11557  | Cº Real - Zona Escolar                 | 1 |                    | Las Rozas |      |
| 11558  | Cº Real - Cetrería                     | 1 |                    | Las Rozas |      |
| 11560  | Cº Real - Águila Real                  | 1 |                    | Las Rozas |      |
| 18010  | Gerifalte - Borni                      | |                    | Las Rozas |      |
| 19503  | Gerifalte Nº 106                       | |                    | Las Rozas |      |
| 18011  | Gerifalte - Miloca                     | |                    | Las Rozas |      |
| 11560  | Cº Real - Águila Real                  | 1 |                    | Las Rozas |      |

### Sentido Madrid (Moncloa)
NOTA: Las expediciones que circulan por el carril BUS-VAO de la A-6 no realizan las paradas sombreadas en azul.
| Código | Parada                                 | Común con                                                                                         | Conexión con Metro | Municipio | Zona |
| ------ | -------------------------------------- | ------------------------------------------------------------------------------------------------- | ------------------ | --------- | ---- |
| 11560  | Cº Real - Águila Real                  | 1                                                                                                 |                    | Las Rozas |      |
| 18010  | Gerifalte - Borni                      |                                                                                                   |                    | Las Rozas |      |
| 19503  | Gerifalte Nº 106                       |                                                                                                   |                    | Las Rozas |      |
| 18011  | Gerifalte - Miloca                     |                                                                                                   |                    | Las Rozas |      |
| 11559  | Cº Real - Cetrería                     | 1                                                                                                 |                    | Las Rozas |      |
| 11556  | Cº Real - Zona Escolar                 | 1                                                                                                 |                    | Las Rozas |      |
| 11554  | Cº Real - Residencial Montesa          | 1                                                                                                 |                    | Las Rozas |      |
| 11552  | Camino Real - Hotel                    | 1                                                                                                 |                    | Las Rozas |      |
| 06161  | Ctra. M-505 - Urb. Molino de la Hoz    | 661 661A 667 1                                                                                    |                    | Las Rozas |      |
| 06163  | Ctra. M-505 - Urb. La Chopera          | 661 661A 667 1                                                                                    |                    | Las Rozas |      |
| 06164  | Ctra. M-505 - Burgocentro              | 631 641 642 643 645 661 661A 685                                                                  |                    | Las Rozas |      |
| 06268  | Av. Padre Huidobro - Pº Ermita         | 621 622 623 625 627 628 629 631 635 641 642 643 651 652 653 654 655 656 656A 657 661 661A 664 815 |                    | Madrid    |      |
| 23     | Estadística - Geografía e Historia     | Autobuses interurbanos del Corredor 6                                                             |                    | Madrid    |      |
| 1333   | Av. Puerta de Hierro - Agrónomos       | Autobuses interurbanos del Corredor 6                                                             |                    | Madrid    |      |
| 6002   | Intercambiador de Moncloa (Dársena 10) | 645 661A                                                                                          | Moncloa            | Madrid    |      |

## Galería de imágenes

Mapa de la distribución de dársenas del intercambiador de Moncloa con la distribución de cabeceras de las líneas de autobuses, entre las que aparece la línea 662.